# La religiosa (novela)
La religiosa es una novela francesa del siglo XVIII escrita por Denis Diderot. Finalizada alrededor de 1780, esa obra no se publicó hasta 1796, tras la muerte de su autor.

## Antecedentes
La novela no nació como obra literaria, sino como una elaborada broma destinada a atraer al marqués de Croismare, compañero de Diderot, de vuelta a París. La novela consiste en una serie de cartas de una supuesta monja, Susana Simonin, que implora al marqués ayuda para anular sus votos, y describe su intolerable vida en el convento al que ha sido destinada contra su voluntad.
En 1758, el marqués se había visto envuelto en el controvertido caso de una monja, Marguerite Delamarre, que intentaba ser dispensada de sus votos y volver a la sociedad. El marqués se apiadó de Marguerite e intentó, sin éxito, utilizar su influencia política para liberarla. Tras perder el caso en 1758, Marguerite fue obligada a permanecer en el convento por el resto de su vida. Diderot utilizó a Marguerite Delamarre como modelo para Susana, creyendo que podría persuadir a Croismare de que volviera a París con el fin de salvar a Susana de su miserable vida en el convento.
Al final, esta broma se convirtió en un apasionante proyecto para Diderot, un proyecto en el que se identifica con una mujer para denunciar la cara más oscura de los conventos católicos. Tiempo después, Diderot compiló las cartas en una novela que llamaba la atención sobre la práctica, entonces habitual, de obligar a las jóvenes a tomar los hábitos para que no estorbaran, y la corrupción supuestamente rampante entre el clero y las instituciones religiosas. Cuando Diderot admitió su papel en la treta, se dice que el marqués rio ante la revelación, algo previsible dado que se había comportado con gran humanidad y generosidad en su deseo de ayudar a la imaginaria Susana.

## Argumento
Ambientada en el siglo XVIII, la novela relata los apuros de Susana Simonin, una inteligente y sensible joven francesa de 16 años a la que sus padres obligan a entrar contra su voluntad en un convento católico. Al principio, los padres dicen a Susana que la envían al convento por razones financieras, afirmando que le resulta más barato hacerla monja que pagar una dote matrimonial. No obstante, ya en el convento, Susana averigua que en realidad la enviaron allí porque es hija ilegítima, fruto del adulterio de su madre. La madre cree que al enviarla al convento enmendará su pecado, y sacrifica a su hija en aras de su salvación.
En el convento, Susana sufre humillaciones, acoso y violencia por negarse a tomar los votos de la comunidad religiosa. Susana accede a entrar en la orden, pero las hermanas la condenan al aislamiento durante seis meses por su reticencia anterior. Al final, Susana entabla una gran amistad con la madre superiora, sor Moni, que se apiada de la angustiada Susana. En los días previos a su muerte, sor Moni conforta a Susana con plegarias y su comprensión del tormento que sufre la joven en el convento.
A sor Moni le sucede la hermana Cristina, que no siente la misma simpatía por Susana que su predecesora. De hecho, la nueva madre superiora la culpa de la muerte de sor Moni y de la agitación que sufre el convento bajo el nuevo liderazgo. La superiora somete a Susana a acoso mental y físico casi hasta la muerte.
Susana contacta a su abogado, Mr. Manouri, que consigue trasladar a Susana a otro convento. Susana pierde la batalla legal, aunque Manouri logra su traslado al convento de santa Eutropia, liberándola de la persecución de sor Cristina. En su nuevo convento, la madre superiora resulta ser una lesbiana que se enamora de Susana. La superiora intenta seducir a la joven, pero la inocencia y la castidad de Susana acaban por conducir a la madre superiora a la locura y a la muerte.
Susana se escapa de santa Eutropia con la ayuda de un sacerdote. Tras la huida, Susana vive con el temor de ser capturada y devuelta al convento, y espera la ayuda del marqués de Croismare.

## La novela y la religión
Diderot era un conocido ateo. No obstante, no utilizó esta novela como tribuna para condenar el cristianismo, sino para mostrar la corrupción de las instituciones católicas. La Iglesia posee una sociedad jerarquizada, prevalente en la dinámica del poder entre la madre superiora y las jóvenes monjas. Las chicas se ven obligadas a tomar los votos contra su voluntad y a afrontar la vida del convento. Diderot recalca la victimización de la mujer por parte de la Iglesia católica. Su sujeción al convento las deshumaniza y reprime su sexualidad. Además, La religiosa sucede durante una época en la que el gobierno francés regulaba y hacía cumplir los votos religiosos, defendiendo así la opresión de víctimas inocentes en las sociedades religiosas. A través de su estilo literario, Diderot expone el degradante trato que aplica la Iglesia católica a las mujeres, a las que fuerza a cumplir con su destino bajo la jerarquía social.

## Adaptaciones al cine
La religiosa se ha adaptado varias veces al cine. La más célebre de estas adaptaciones es la película La religiosa, de 1966, dirigida por Jacques Rivette, y protagonizada por Anna Karina y Liselotte Pulver. En 2013 se rodó otra adaptación también titulada La religiosa que protagonizó  Isabelle Huppert.